# Chrysobothris horaki
Chrysobothris horaki es una especie de escarabajo del género Chrysobothris, familia Buprestidae. Fue descrita científicamente por Barries en 2008.